# Sixten Sason
Sixten Sason, seudónimo profesional de Sixten Andersson (12 de marzo de 1912 - 1 de abril de 1967) fue un diseñador industrial sueco, conocido por su trabajo en el diseño de varias generaciones de automóviles Saab.

## Semblanza
Sason nació en 1912, hijo de un escultor sueco. Se formó en París como artista y luego como diseñador industrial. Perteneció a la Fuerza Aérea Sueca hasta que una lesión le impidió seguir volando. En la década de 1930 se hizo conocido por sus representaciones de rayos X de productos industriales.
Carrera con Saab
Sason comenzó a trabajar para Saab, diseñando aviones a lo largo de la Segunda Guerra Mundial. En 1946, se le pidió que contribuyera al Proyecto 92, cuyo resultado sería el primer automóvil Saab, el Saab 92 que comenzó a producirse en 1949. Permaneció en la empresa diseñando los modelos Saab 93, Saab 95, Saab 96 y Saab 99, así como el primer Saab Sonett.
Muchos de los elementos de diseño que Sason introdujo en el modelo 99 se mantuvieron como rasgos esenciales hasta la década de 1990.
Otros diseños industriales
Además de Saab, Sason diseñó productos de consumo para Electrolux (más notablemente la aspiradora Z 70 en 1957), Hasselblad, empresa para la que diseñó su primer modelo de cámara en 1949, y Husqvarna, diseñando motocicletas como la Silverpilen, una máquina de peso ligero y alto rendimiento de 175 cc, vendida entre 1955 y 1965.

## Galería de diseños de Sason

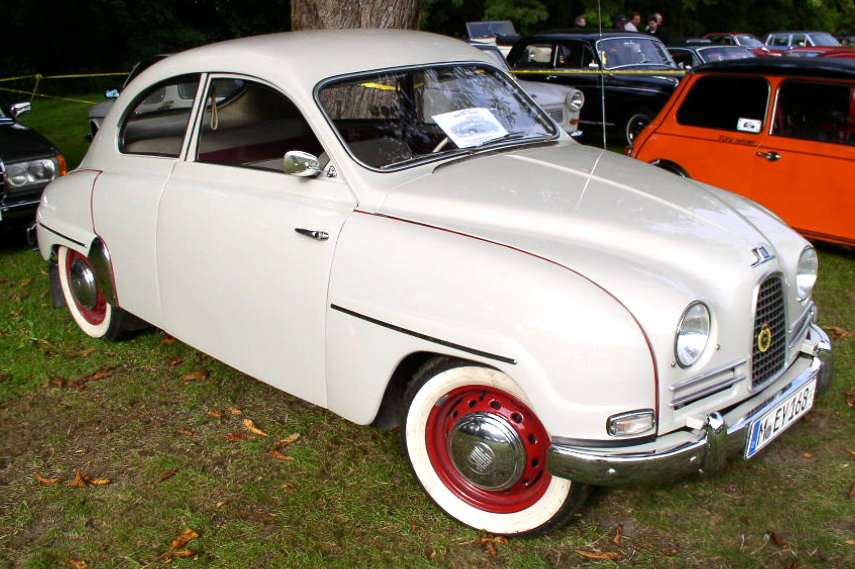
Saab 93 (ca. 1959)
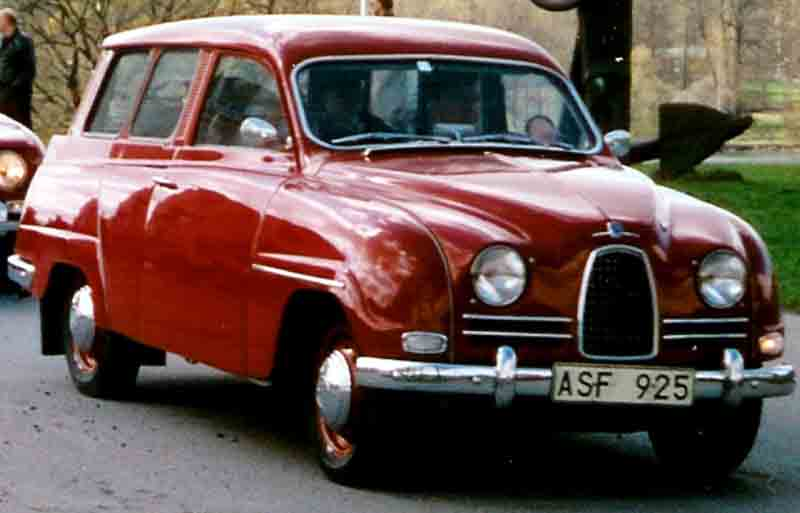
1961 Saab 95
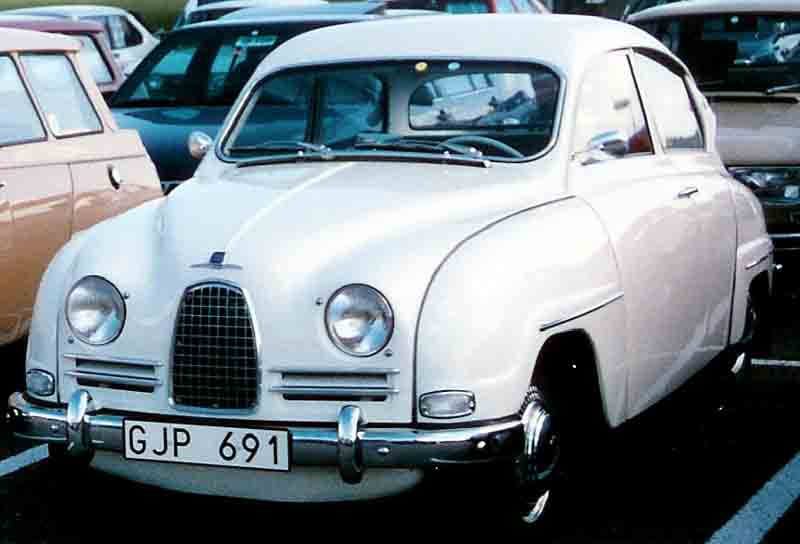
1961 Saab 96
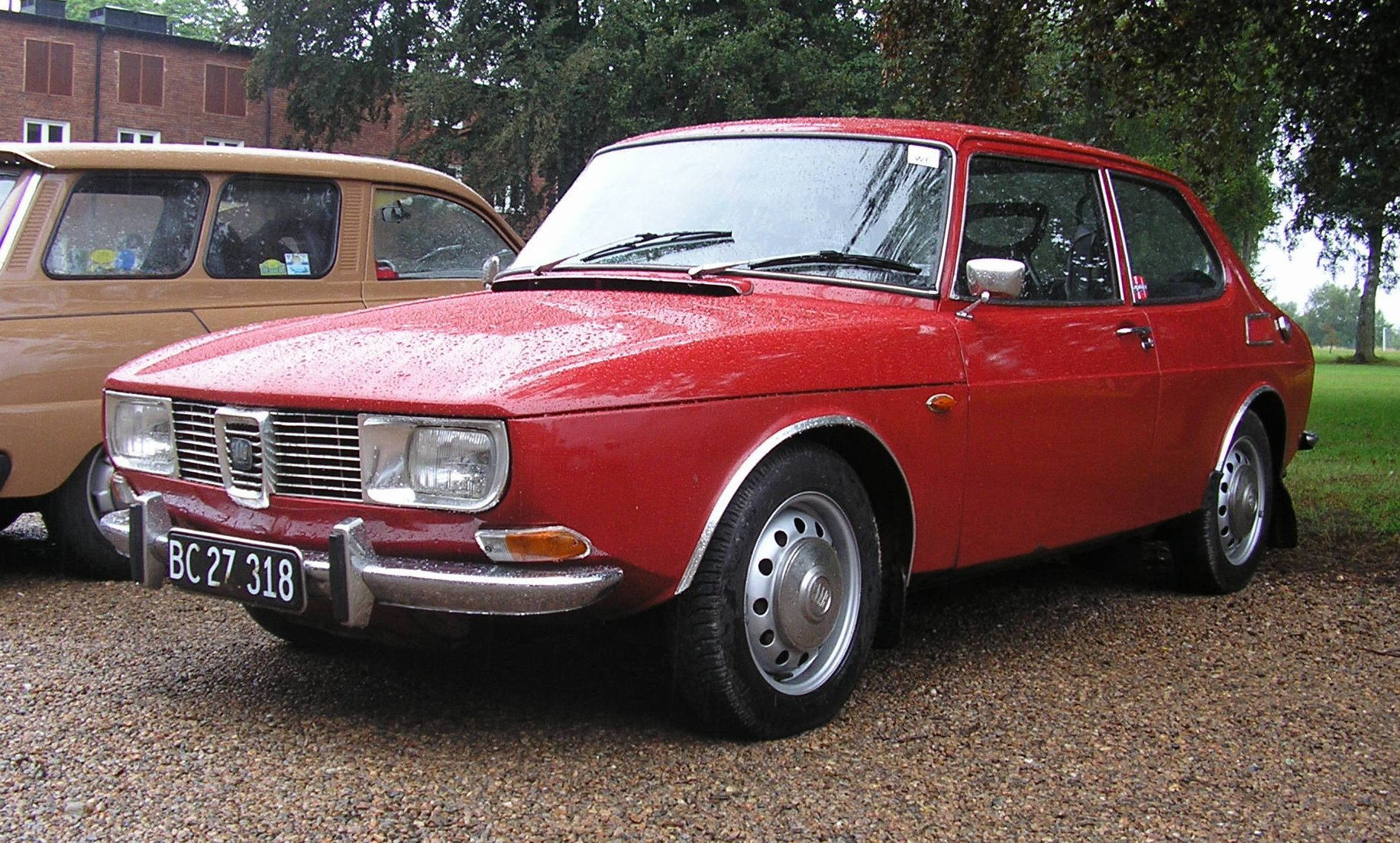
1969 Saab 99
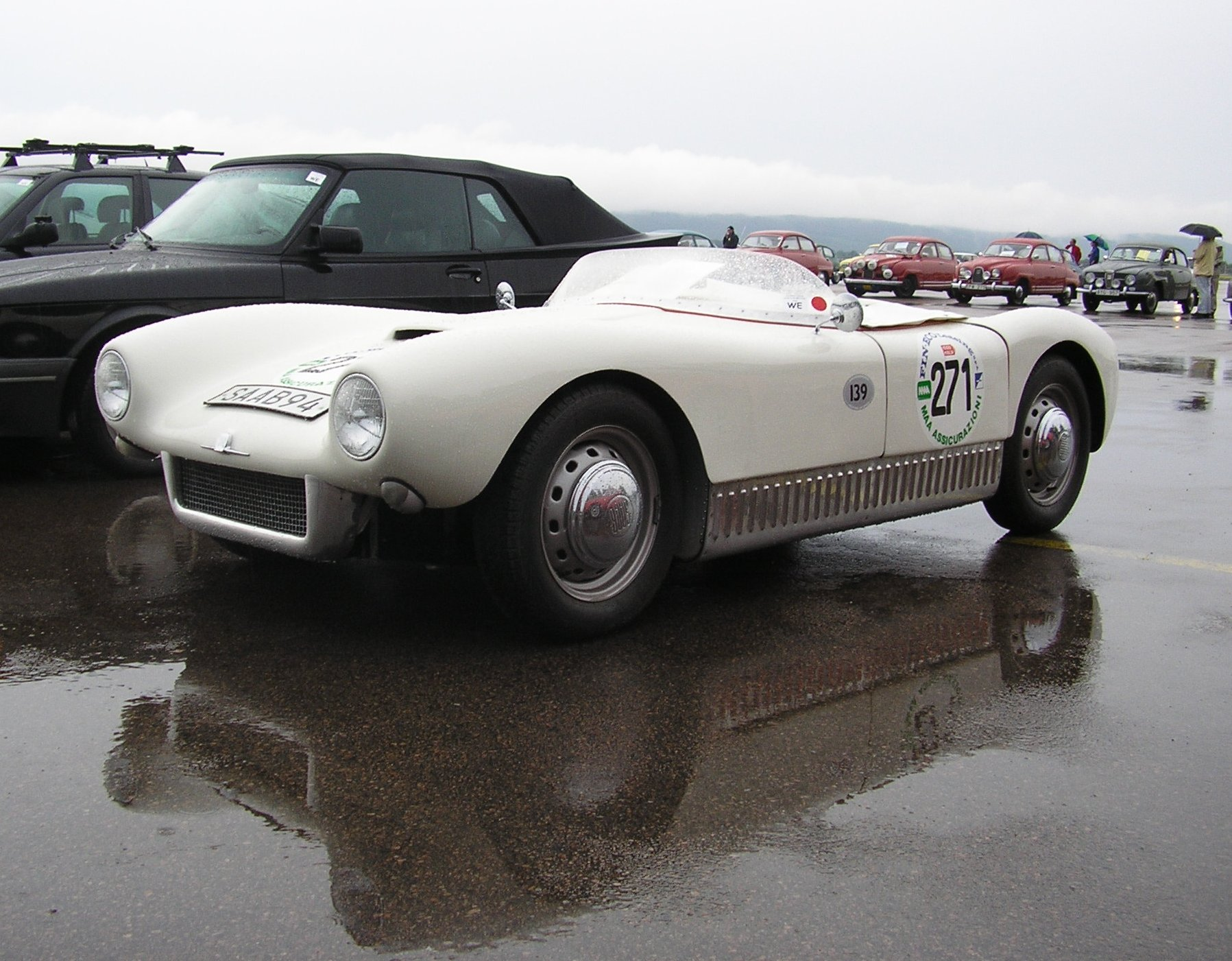
Saab Sonett I (ca. 1955)
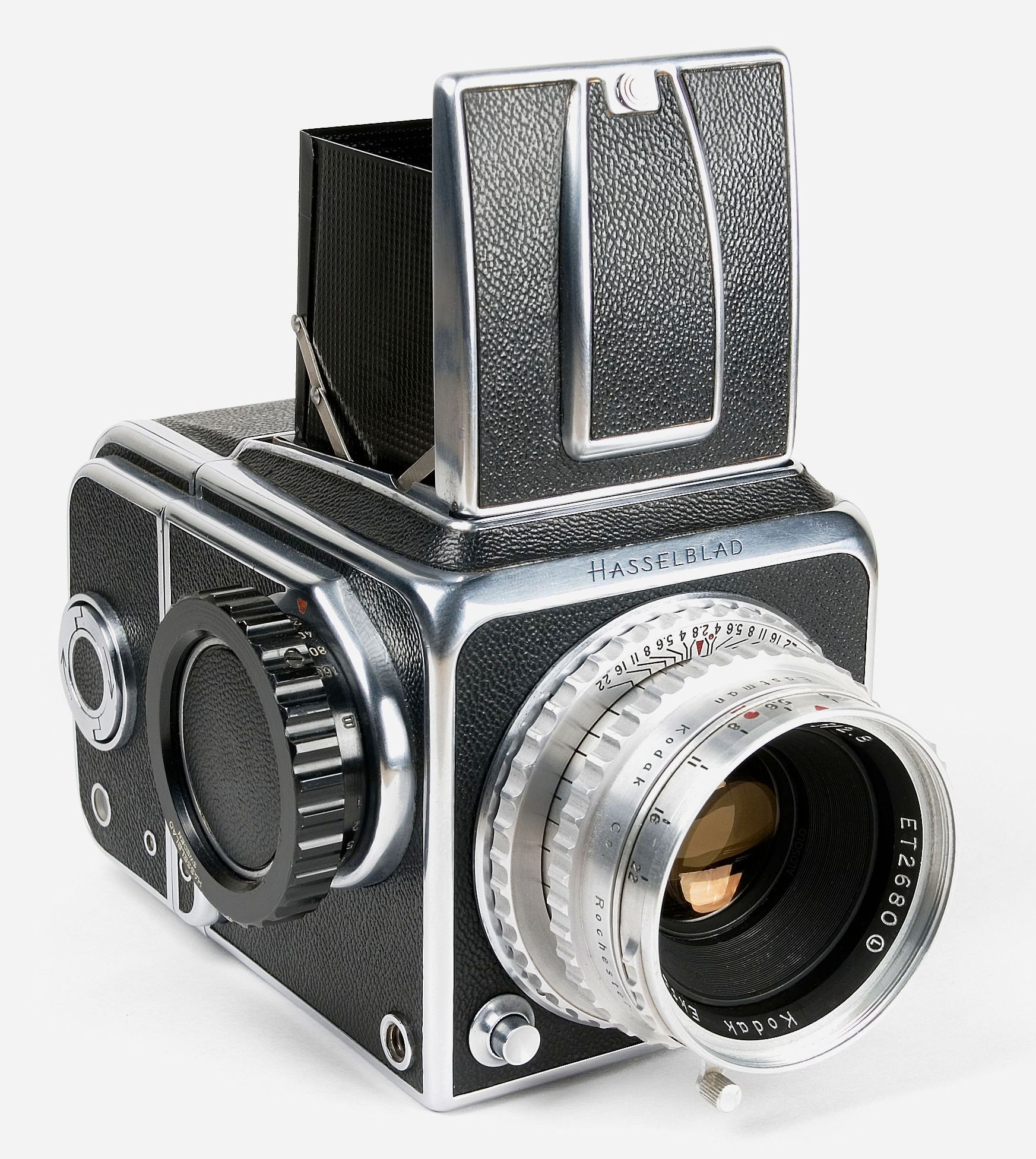
Hasselblad 1600F
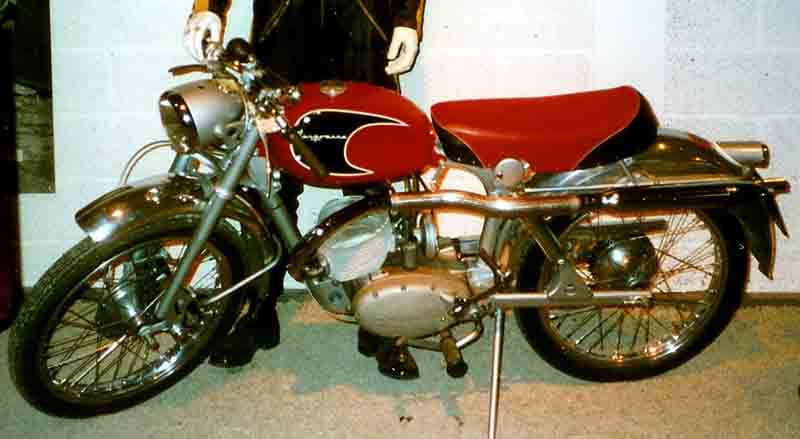
Husqvarna Silverpilen

## Reconocimientos
- En 1999, la Global Automotive Elections Foundation nominó a Sason entre un grupo de veinticinco diseñadores que competían por la designación como Diseñador Automotriz del Siglo.